# ويل شيلدز
ويل شيلدز (بالإنجليزية: Will Shields)‏ هو لاعب كرة قدم أمريكية أمريكي، ولد في 15 سبتمبر 1971 في فورت رايلي في الولايات المتحدة.

## وصلات خارجية
- الموقع الرسمي
- ويل شيلدز على موقع مرجع كرة القدم المحترفة.كوم (الإنجليزية)